# دي جي ماكس بورتبل 2
دي جي ماكس بورتبل 2 هي لعبة ايقاعيه من تطوير ونشر بينتافيجين، وتعتبر الجزء الثاني من سلسلة العاب دي جي ماكس بورتبل الصادر على جهاز بلايستايشن بورتبل عام 2007. على الرغم من عدم صدورها خارج كوريا واليابان إلا أن تم توسعة قاعدة اللاعبين بإضافة اللغة الإنجليزية في هذا الجزء.

## الاضافات في الجزء الثاني
أهمها هو تقديم طور الخمسة ازرار 5B، وأيضا ميزة الاقتران بالأجهزة الأخرى ad-Hoc. مع المزيد من المقطوعات الموسيقية وأيضا خاصية الاتصال بالجزء الأول دي جي ماكس بورتبل وإمكانية تحميل الاغاني منها واستخدمها في الجزء الثاني.